# Старостин, Алексей Николаевич
Алексей Николаевич Старостин (1926—2005) — специалист в области электрофизики, профессор кафедры электрофизики, декан факультета автоматики и вычислительной техники (АВТФ) (1977—1984) Московского энергетического института.

## Биография
Алексей Николаевич Старостин родился 26 июня 1926 года в деревне Хохлачи (ныне — в Судогодском районе Владимирской области) в крестьянской семье.
В 1943 году, недоучившийся один год в школе, Алексей Николаевич был призван в Красную армию. Участник Великой Отечественной войны. Учился в военно-инженерном училище, воевал командиром взвода инженерной разведки в частях III Белорусского фронта. За участие в операциях по подготовке штурма и взятие Кёнигсберга был награжден орденом Красной Звезды и медалью «За взятие Кенигсберга». Закончил войну на Халхин-Голе, воевал в горах Большого Хингана. Был контужен и тяжело ранен. Награжден медалями «За победу над Германией» и «За победу над Японией». В 1946 году, после лечения и демобилизации, уехал в свою деревню, где работал в колхозе и завершил среднее образование.
В 1947 году Алексей Николаевич Старостин поступил учиться на 1-й курс факультета электровакуумной техники и специального приборостроения МЭИ, а в 1951 году по решению Минвуза СССР в составе группы был переведен в Московский механический институт (с 2009 года — Национальный исследовательский ядерный университет «МИФИ»). В феврале 1953 года окончил с отличием МИФИ по специальности «Физическое приборостроение».
В 1954 году начал свою педагогическую деятельность с должности ассистента кафедры «Промышленная электроника» МЭИ, в 1955 году был зачислен в аспирантуру МЭИ. С 1960 года работал на кафедрах инженерной электрофизики; теоретических основ электротехники и электрофизики (ТОЭЭФ); электрофизики.
В МЭИ Алексей Николаевич читал курсы лекций «Импульсная техника», «Электроника», «Импульсная электронная техника». Является автором около 60 научных работ, под его руководством в институте подготовлено и защищено 10 кандидатских диссертаций.
В 1962 году А. Н. Старостин защитил кандидатскую диссертацию. В декабре 1976 года Алексею Николаевичу было присвоено ученое звание доцента, а в 1980 году — ученое звание профессора. С 1977 по 1984 год работал в должности декана АВТФ, профессора кафедры электрофизики.
Область научных интересов: исследование влияния гамма-радиации и ионизирующего облучения на статическую устойчивость и динамические параметры интегральных схем.
Алексей Николаевич Старостин скончался в 2005 году в возрасте 79 лет.

## Награды и звания
- Орден Красной Звезды
- Орден «Знак Почета» (1980)
- Медаль «За взятие Кенигсберга»
- Медаль «За победу над Германией»
- Медаль «За победу над Японией»

## Труды
- Линейные усилители переменного сигнала. Учебное пособие по курсу «Импульсная электронная техника и основы микроэлектроники». Авторы: Алексей Николаевич Старостин, Александр Трофимович Кобяк, Анатолий Михайлович Осипов. Под редакцией А. Н. Старостина. Москва: Издательство МЭИ, 1982.